# 紫纹毛颖草
紫纹毛颖草（学名：Alloteropsis semialata var. eckloniana）为禾本科毛颖草属下的一个变种。